# Stilobezzia trimaculata
Stilobezzia trimaculata är en tvåvingeart som beskrevs av Meillon och Wirth 1987. Stilobezzia trimaculata ingår i släktet Stilobezzia och familjen svidknott. Inga underarter finns listade i Catalogue of Life.